# Лоренц, Виктор
Виктор Клавс Лоренц (латыш. Viktors Lorencs; 30 июля 1927 — 26 января 1992) — латвийский советский киносценарист и актёр. Заслуженный артист Латвийской ССР (1987).

## Биография
Родился 30 июля 1927 года в семье государственного и общественного деятеля, члена ЦК Латвийской социал-демократической рабочей партии Клавса Лоренца.
В годы Второй мировой войны был мобилизован в Латышский добровольческий легион СС. После войны провёл некоторое время в фильтрационном лагере и в ссылке в Комсомольске-на-Амуре. Был амнистирован по Постановлению Совета Министров СССР №843-342сс «О возвращении на родину репатриантов — латышей, эстонцев и литовцев» от 13 апреля 1946 года. Опыт тех лет лёг в основу его первого сценария к фильму режиссёра Роланда Калныньша «Я всё помню, Ричард».
Закончил 1-ю Рижскую среднюю школу (1947). Учился на юридическом факультете Латвийского университета (1947—1951) и во ВГИКе (1954—1961). Работал на Рижской киностудии в редакционной коллегии сценарного отдела (1962—1987). Писал сценарии к документальным и художественным фильмам. Снимался в фильмах Рижской киностудии и на студии Таллинфильм.
Женат три раза. Последняя жена — Тамара Лоренц, два сына — Свен и Аскольд.

## Фильмография
Сценарист:
- 1965 — «Приговор обжалованию не подлежит» (в соавторстве с К. Берзиньшем)[3]
- 1967 — Я всё помню, Ричард
- 1968 — Безумие
- 1978 — Ель во ржи
- 1973 — Афера Цеплиса
- 1976 — Смерть под парусом
- 1983 — Выстрел в лесу
- 1987 — Если мы всё это перенесём

Актёр:
- 1959 --- Судьба человека --- одноглазый офицер
- 1974 — Красная скрипка — Эдуард Сырмус
- 1977 — Эта опасная дверь на балкон — Виктор
- 1978 — Ралли — покупатель картины
- 1981 — Право на выстрел — Чиф
- 1985 — Иди и смотри — штурмбаннфюрер СС, командир карательного отряда